# Udvarbirtok
Az udvarbirtok az Árpád-korban a királyi, királynői és hercegi (ld. dukátus) birtok (uradalom) egyik része – a másik a várbirtok – volt, amelyek a mozgásban lévő udvar ellátását, az udvari hadsereg helyi – vármegyei – részének eltartását, a terményfelesleg és a királyt (királynét, herceget) illető adók beszedését, tárolását, eladását végezték. Az udvarbirtok központja egy-egy udvarház volt, ezen kívül több tucat, vagy akár több száz faluból állt.

## Jellemzői
Az udvarbirtok volt az udvar fő jövedelemtermelője a 11-12. században, amelyik természetben, maga termelte meg a javakat, a földművelés, állattenyésztés, erdőgazdálkodás, ipari tevékenységek termékeit. A termelő tevékenységet a többnyire szabad állapotú (libertinus) földművelő udvarnokok valamint az általában (rab)szolgaállapotú (servus) szakosodott szolgálónépek (szántók, szőlősök, pásztorok, kovácsok stb.) végezték. Jelentősége a fokozatos eladományozás miatt a 12. század végére csökkent.